# Obeliai
Obeliai ( escoltar (?·pàg.)) és una petita ciutat al districte municipal de Rokiškis del comtat de Panevėžys, Lituània. A prop de la ciutat es troba un de molts llacs de la zona. Aquesta part de Lituània es coneix com «la petita Suïssa», a causa de la bellesa dels paisatges i el seu gran nombre de llacs.

## Història

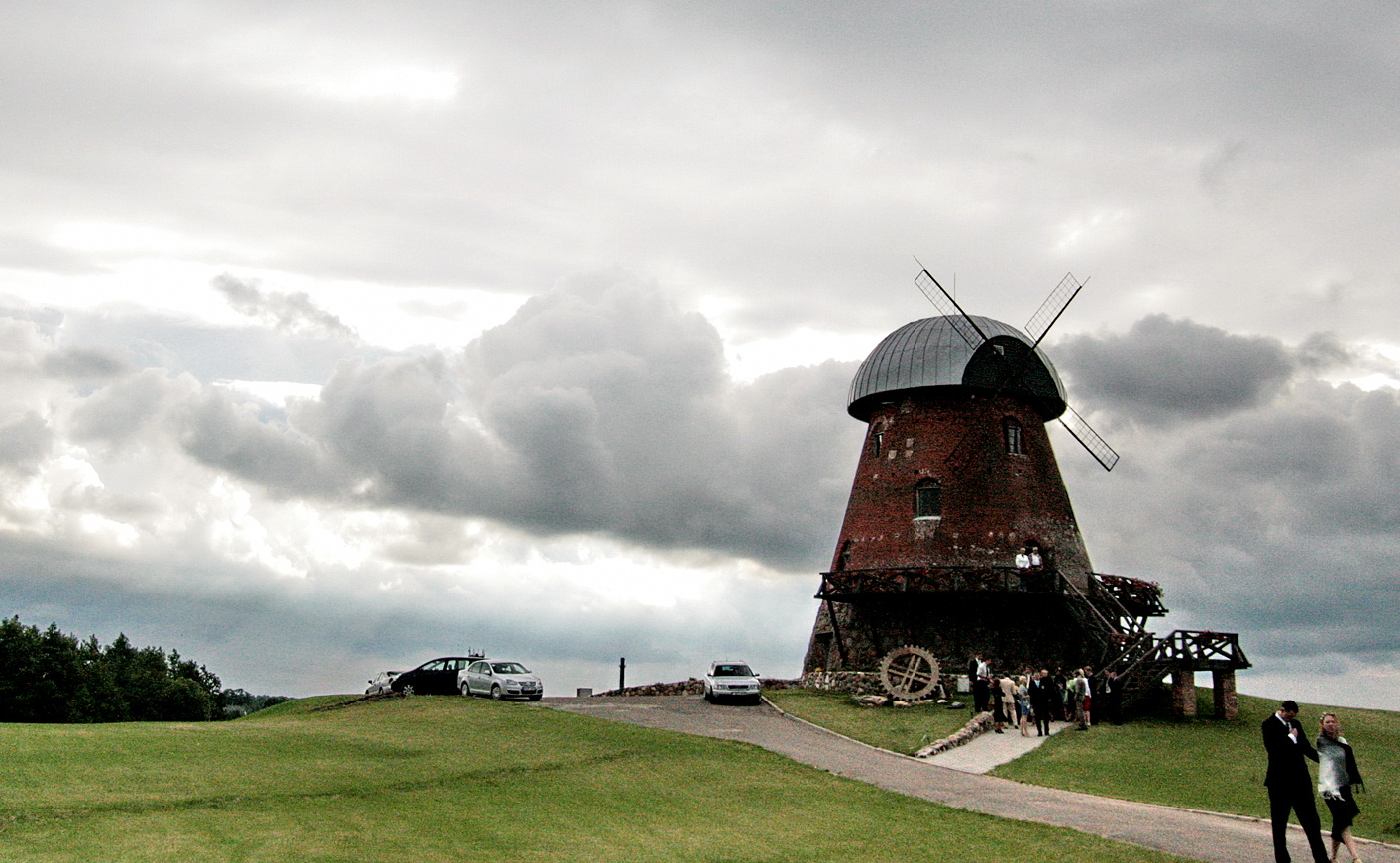
Molí de vent a Obeliai

La ciutat d'Obeliai és petita i força pobre, degut en gran part a la desviació de la via fèrria. L'estació es manté però cap tren té parada allà. L'escut d'armes se li va concedir el 8 d'agost de 1993. Obeliai va ser esmentada documentalment per primera vegada al segle xvi i va rebre els drets de ciutat el 1957.
L'agost de 1941, tots els residents jueus d'Obeliai i els pobles dels voltants van ser portats al Bosc Antanašė pels nazis, els van fer cavar una gran rasa i van ser afusellats i enterrats. L'informe oficial de l'exèrcit alemany afirma que el 25 d'agost de 1941, un total de 1160 jueus, 112 homes, 627 dones i 421 nens, van ser assassinats.

## Personatges
- Sigitas Parulskis (10 de febrer de 1965), escriptor.
- Yossel Mashel Slovo (23 de maig de 1926 - 6 de gener de 1995), polític i activista anti-apartheid sud-africà.